# Leova (condado)
Leova é um condado (ou distrito) da Moldávia. Sua capital é a cidade de Leova.